# Кур-ле-Бар
Кур-ле-Бар (фр. Cours-les-Barres) — коммуна во Франции, находится в регионе Центр. Департамент — Шер. Входит в состав кантона Ла-Герш-сюр-л’Обуа. Округ коммуны — Сент-Аман-Монтрон.
Код INSEE коммуны — 18075.

## География
Коммуна расположена приблизительно в 210 км к югу от Парижа, в 130 км юго-восточнее Орлеана, в 50 км к востоку от Буржа.
По территории коммуны проходит Боковой канал Луары и протекает река Луара.

## Население
Население коммуны на 2008 год составляло 1099 человек.
| 1962 | 1968 | 1975 | 1982 | 1990 | 1999 | 2008 |
| ---- | ---- | ---- | ---- | ---- | ---- | ---- |
| 772  | 698  | 656  | 906  | 1052 | 1082 | 1099 |

## Экономика

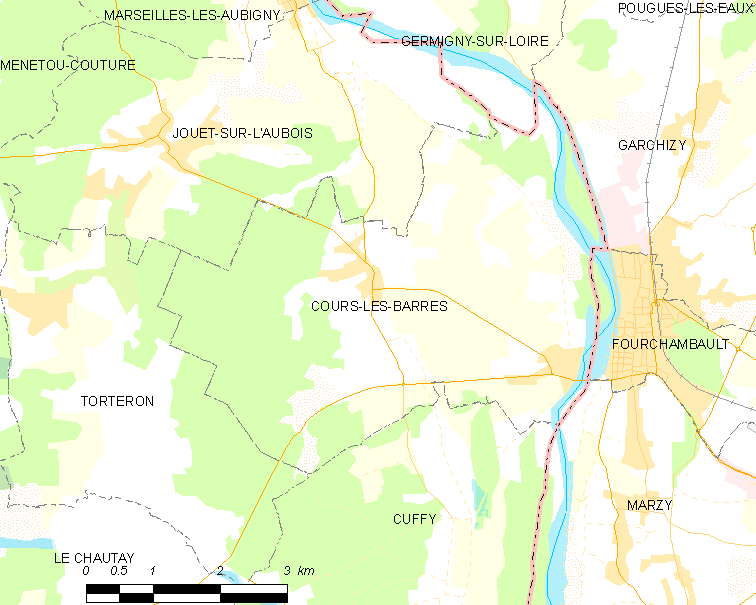
Карта коммуны

В 2007 году среди 746 человек в трудоспособном возрасте (15-64 лет) 566 были экономически активными, 180 — неактивными (показатель активности — 75,9 %, в 1999 году было 73,7 %). Из 566 активных работали 526 человек (276 мужчин и 250 женщин), безработных было 40 (16 мужчин и 24 женщины). Среди 180 неактивных 49 человек были учениками или студентами, 79 — пенсионерами, 52 были неактивными по другим причинам.

## Достопримечательности
- Церковь Сен-Панталеон (XV век)
- Усадьба Живри
- Феодальный мотт